# Instituto Nacional do Trabalho e Previdência
O Instituto Nacional do Trabalho e Previdência (INTP) foi um instituto público de Portugal - existente entre 1933 e 1974 - que tinha como missão a de assegurar a execução das leis de proteção ao trabalho e a das demais leis de caráter social.

## Descrição
O INTP foi criado pelo governo de Salazar - através do Decreto n.º 23 053 de 23 de setembro de 1933 - juntamente com a promulgação do Estatuto do Trabalho Nacional e a criação dos tribunais do trabalho, lançando as bases da implementação da doutrina corporativa do Estado Novo. 
Estava integrado na Presidência do Conselho de Ministros, funcionando sob a supervisão do subsecretário de Estado das Corporações e Previdência Social. Os delegados distritais do INTP funcionavam também como agentes do Ministério Público junto do tribunal do trabalho do respetivo distrito. Com a criação do Ministério das Corporações e Previdência Social, em 1950, o INTP foi nele integrado. 
O INTP foi extinto na sequência do golpe de 25 de abril de 1974, através do decreto-lei n.° 760/74 de 30 de dezembro de 1974.